# AMA Motocross Championship

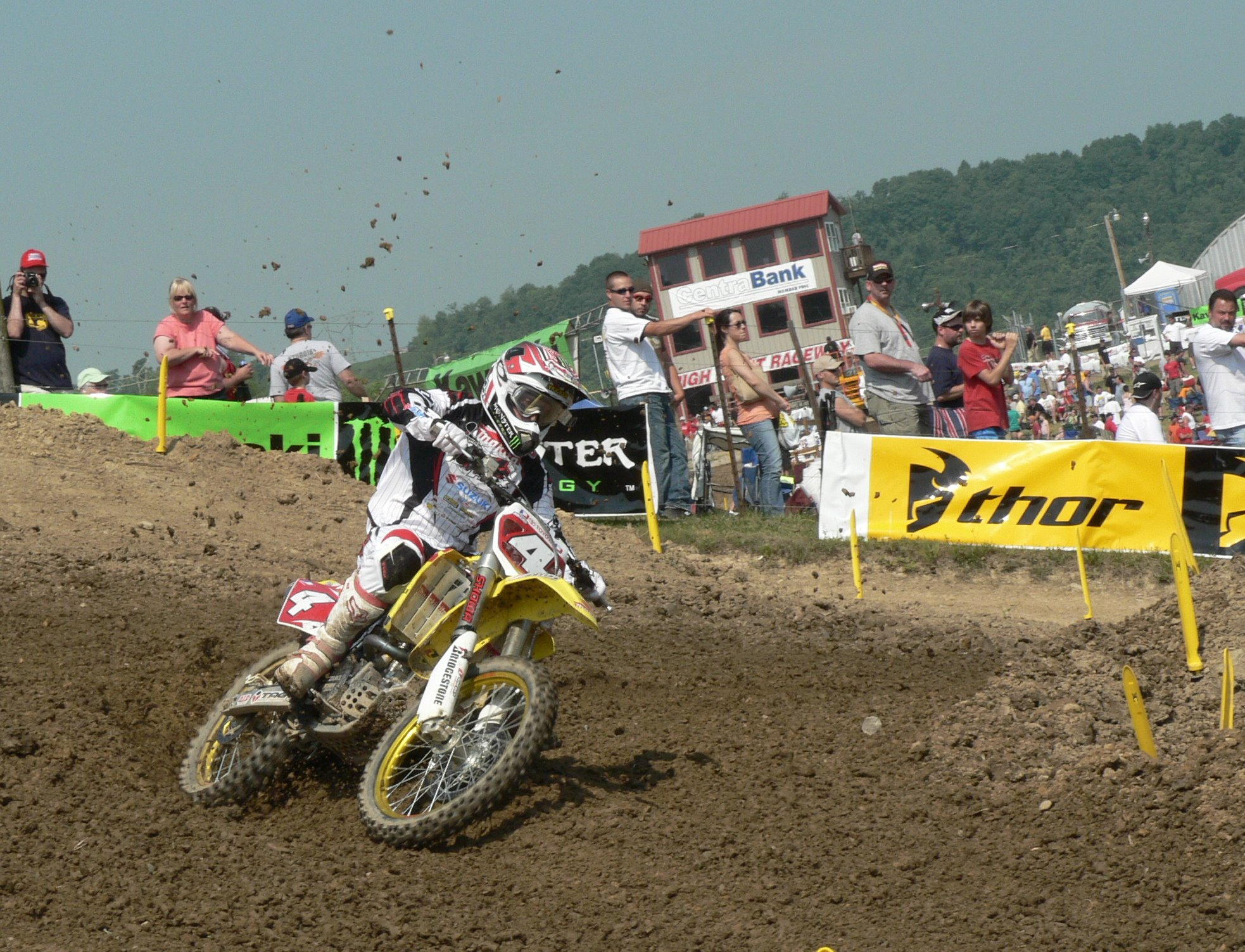
Ricky Carmichael, sette volte campione AMA

Il Campionato AMA di motocross (in inglese AMA Motocross Championship) è il maggior campionato di motocross degli Stati Uniti d'America. Viene organizzato dal 1972 dalla federazione motociclistica statunitense, la American Motorcyclist Association.
La denominazione ufficiale del campionato è Lucas Oil AMA Pro Motocross Championship.

## Storia
La serie è iniziata nel 1972 con l'introduzione di due classi, la 500 cc e 250 cc, la classe 125 cc è stato aggiunta nel 1974.
La classe "regina", la 500, viene soppressa dopo il 1993 anche a causa dell'evoluzione tecnologica che aveva reso ormai quasi ingestibili le potenze dei motori a due tempi di quella cilindrata. Le categorie rimangono quindi solo 2: la 250 cm³ e la 125 cm³, affiancate due anni dopo da una categoria riservata alle donne.
Dal 2006, la classe 250 cambia denominazione in "MX class", intendendo con questo sottolineare l'apertura del regolamento verso le motorizzazioni fino a 450 cm³ a quattro tempi. Stesso discorso per la 125 che viene invece chiamata "MX Lites class" (erano in questo caso consentiti motori a quattro tempi fino a 250 cm³ di cilindrata).
Tre stagioni dopo, un nuovo cambio di nome in "450 class" e "250 class", per sottolineare il fatto che ormai la quasi totalità dei concorrenti correva su moto a 4 tempi.

## Albo d'oro
| Anno | 500 cm³                    | 250 cm³                    | 125 cm³                    | Costruttori |
| ---- | -------------------------- | -------------------------- | -------------------------- | ----------- |
| 1972 | Brad Lackey (Kawasaki)     | Gary Jones (Yamaha)        |                            | -           |
| 1973 | Pierre Karsmakers (Yamaha) | Gary Jones (Honda)         |                            | -           |
| 1974 | Jimmy Weinert (Kawasaki)   | Gary Jones (Can-Am)        | Marty Smith (Honda)        | -           |
| 1975 | Jimmy Weinert (Yamaha)     | Tony DiStefano (Suzuki)    | Marty Smith (Honda)        | -           |
| 1976 | Kent Howerton (Husqvarna)  | Tony DiStefano (Suzuki)    | Bob Hannah (Yamaha)        | -           |
| 1977 | Marty Smith (Honda)        | Tony DiStefano (Suzuki)    | Broc Glover (Yamaha)       | Honda       |
| 1978 | Rick Burgett (Yamaha)      | Bob Hannah (Yamaha)        | Broc Glover (Yamaha)       | Yamaha      |
| 1979 | Danny LaPorte (Suzuki)     | Bob Hannah (Yamaha)        | Broc Glover (Yamaha)       | Yamaha      |
| 1980 | Chuck Sun (Honda)          | Kent Howerton (Suzuki)     | Mark Barnett (Suzuki)      | Suzuki      |
| 1981 | Broc Glover (Yamaha)       | Kent Howerton (Suzuki)     | Mark Barnett (Suzuki)      | Suzuki      |
| 1982 | Darrell Schultz (Honda)    | Donnie Hansen (Honda)      | Mark Barnett (Suzuki)      | Honda       |
| 1983 | Broc Glover (Yamaha)       | David Bailey (Honda)       | Johnny O'Mara (Honda)      | Honda       |
| 1984 | David Bailey (Honda)       | Ricky Johnson (Yamaha)     | Jeff Ward (Kawasaki)       | Honda       |
| 1985 | Broc Glover (Yamaha)       | Jeff Ward (Kawasaki)       | Ron Lechien (Honda)        | Honda       |
| 1986 | David Bailey (Honda)       | Rick Johnson (Honda)       | Micky Dymond (Honda)       | Honda       |
| 1987 | Rick Johnson (Honda)       | Rick Johnson (Honda)       | Micky Dymond (Honda)       | Honda       |
| 1988 | Rick Johnson (Honda)       | Jeff Ward (Kawasaki)       | George Holland (Honda)     | Honda       |
| 1989 | Jeff Ward (Kawasaki)       | Jeff Stanton (Honda)       | Mike Kiedrowski (Honda)    | Honda       |
| 1990 | Jeff Ward (Kawasaki)       | Jeff Stanton (Honda)       | Guy Cooper (Suzuki)        | Honda       |
| 1991 | Jean-Michel Bayle (Honda)  | Jean-Michel Bayle (Honda)  | Mike Kiedrowski (Kawasaki) | Honda       |
| 1992 | Mike Kiedrowski (Kawasaki) | Jeff Stanton (Honda)       | Jeff Emig (Yamaha)         | Kawasaki    |
| 1993 | Mike LaRocco (Kawasaki)    | Mike Kiedrowski (Kawasaki) | Doug Henry (Honda)         | Honda       |

| Anno | 250 cm³                      | 125 cm³                      | MX Donne                     | Costruttori |
| ---- | ---------------------------- | ---------------------------- | ---------------------------- | ----------- |
| 1994 | Mike LaRocco (Kawasaki)      | Doug Henry (Honda)           | -                            | Kawasaki    |
| 1995 | Jeremy McGrath (Honda)       | Steve Lamson (Honda)         | -                            | Honda       |
| 1996 | Jeff Emig (Kawasaki)         | Steve Lamson (Honda)         | Shelly Kann                  | Honda       |
| 1997 | Jeff Emig (Kawasaki)         | Ricky Carmichael (Kawasaki)  | Tracy Fleming                | Kawasaki    |
| 1998 | Doug Henry (Yamaha)          | Ricky Carmichael (Kawasaki)  | Dee Wood                     | Yamaha      |
| 1999 | Greg Albertyn (Suzuki)       | Ricky Carmichael (Kawasaki)  | Stefy Bau                    | Honda       |
| 2000 | Ricky Carmichael (Kawasaki)  | Travis Pastrana (Suzuki)     | Jessica Patterson (Kawasaki) | Yamaha      |
| 2001 | Ricky Carmichael (Kawasaki)  | Mike Brown (Kawasaki)        | Tania Satchwell (Yamaha)     | Kawasaki    |
| 2002 | Ricky Carmichael (Honda)     | James Stewart Jr. (Kawasaki) | Stefy Bau (Honda)            | Honda       |
| 2003 | Ricky Carmichael (Honda)     | Grant Langston (KTM)         | Steffi Laier (KTM)           | Yamaha      |
| 2004 | Ricky Carmichael (Honda)     | James Stewart Jr. (Kawasaki) | Jessica Patterson (Honda)    | Honda       |
| 2005 | Ricky Carmichael (Suzuki)    | Ivan Tedesco (Kawasaki)      | Jessica Patterson (Honda)    | Suzuki      |
| Anno | MX Class                     | MX Lites Class               | MX Donne                     |             |
| 2006 | Ricky Carmichael (Suzuki)    | Ryan Villopoto (Kawasaki)    | Jessica Patterson (Honda)    | Suzuki      |
| 2007 | Grant Langston (Yamaha)      | Ryan Villopoto (Kawasaki)    | Jessica Patterson (Honda)    | Kawasaki    |
| 2008 | James Stewart Jr. (Kawasaki) | Ryan Villopoto (Kawasaki)    | Ashley Fiolek (Honda)        | Kawasaki    |
| Anno | 450 Class                    | 250 Class                    | MX Donne                     |             |
| 2009 | Chad Reed (Suzuki)           | Ryan Dungey (Suzuki)         | Ashley Fiolek (Honda)        | Yamaha      |
| 2010 | Ryan Dungey (Suzuki)         | Trey Canard (Honda)          | Jessica Patterson (Yamaha)   |             |
| 2011 | Ryan Villopoto (Kawasaki)    | Dean Wilson (Kawasaki)       | Ashley Fiolek (Honda)        |             |
| 2012 | Ryan Dungey (KTM)            | Blake Baggett (Kawasaki)     | Ashley Fiolek (Honda)        |             |
| 2013 | Ryan Villopoto (Kawasaki)    | Eli Tomac (Honda)            |                              |             |
| 2014 | Ken Roczen (KTM)             | Jeremy Martin (Yamaha)       |                              |             |
| 2015 | Ryan Dungey (KTM)            | Jeremy Martin (Yamaha)       |                              |             |
| 2016 | Ken Roczen (Suzuki)          | Cooper Webb (Yamaha)         |                              |             |
| 2017 | Eli Tomac (Kawasaki)         | Zach Osborne (Husqvarna)     |                              |             |
| 2018 | Eli Tomac (Kawasaki)         | Aaron Plessinger (Yamaha)    |                              |             |
| 2019 | Eli Tomac (Kawasaki)         | Adam Cianciarulo (Kawasaki)  |                              |             |
| 2020 | Zach Osborne (Husqvarna)     | Dylan Ferrandis (Yamaha)     |                              |             |
| 2021 | Dylan Ferrandis (Yamaha)     | Jett Lawrence (Honda)        |                              |             |
| 2022 | Eli Tomac (Yamaha)           | Jett Lawrence (Honda)        |                              |             |
| 2023 | Jett Lawrence (Honda)        | Hunter Lawrence (Honda)      |                              |             |
| 2024 | Chase Sexton (KTM)           | Haiden Deegan (Yamaha)       |                              |             |